# Pouilly, Oise

Pouilly este o comună în departamentul Oise, Franța. În 1 ianuarie 2022 avea o populație de 153 de locuitori.